# Polaban Nymburk
El Polaban Nymburk es un equipo de fútbol de la República Checa que juega en la Bohemian Football League, una de las ligas que conforman la tercera división de fútbol en el país.

## Historia
Fue fundado en el año 1900 en la ciudad de Nymburk de la región de Bohemia Central y ha cambiado de nombre en varias ocasiones:
- SK Nymburk (1900-1901)
- SK Polaban Nymburk (1902-1948)
- Lokomotiva Nymburk (1949-1952)
- ČSD Nymburk (1952-1953)
- Lokomotiva Nymburk (1953-1991)
- Polaban Nymburk (1991-2005)
- SK Polaban Nymburk (desde 2005)

Durante la década de los años 1940s el club militó en la desaparecida Primera División de Checoslovaquia, la última de ellas en 1945/46, en donde disputó 66 partidos con 16 victorias, 13 empates y 37 derrotas, anotó 148 goles y recibió 222.
Tras la disolución de Checoslovaquia en 1993 el club se integró a la Bohemian Football League, en la cual han participado en la mayor parte de su historia desde la conformación de la República Checa.

## Jugadores

### Jugadores destacados
- Jan Sobota